# Santa Cruz do Douro
Santa Cruz do Douro ist ein Ort und eine ehemalige Gemeinde im Norden Portugals.
Santa Cruz do Douro gehört zum Kreis Baião im Distrikt Porto. Die Gemeinde hatte eine Fläche von 9,2 km² und 1459 Einwohner (Stand 30. Juni 2011).
Am 29. September 2013 wurden die Gemeinden Santa Cruz do Douro und São Tomé de Covelas zur neuen Gemeinde União das Freguesias de Santa Cruz do Douro e São Tomé de Covelas zusammengefasst. Santa Cruz do Douro ist Sitz dieser neu gebildeten Gemeinde.
Der Schriftsteller Eça de Queirós liegt in Santa Cruz do Douro begraben.